# 1180. grenadirski polk (Wehrmacht)
1180. grenadirski polk (izvirno nemško 1180. Grenadier-Regiment; kratica 1180. GR) je bil pehotni polk Heera v času druge svetovne vojne.

## Zgodovina
Polk je bil ustanovljen 26. avgusta 1944 kot sestavni del 574. ljudskogrenadirske divizije; še v času oblikovanja so polk preimenovali v 989. grenadirski polk.